# Fairtrade Labelling Organizations International
Fairtrade Labelling Organizations International (FLO), in der Außendarstellung Fairtrade International, ist eine 1997 gegründete Dachorganisation für fairen Handel mit Sitz in Bonn. Sie ist mit anderen international tätigen Dachorganisationen im Netzwerk FINE zusammengeschlossen.
Die Organisation entwickelt eigene Standards für fairen Handel und vergibt über ihre nationalen Siegelorganisationen das Fairtrade-Siegel für Produkte, die gemäß diesen FLO-Standards zertifiziert wurden. Sie ist Mitglied der ISEAL Alliance.
Mitglieder sind nationale Siegelinitiativen, die für die Vergabe des Fairtrade-Siegels und Öffentlichkeitsarbeit in einzelnen Ländern verantwortlich sind, hierunter aus dem deutschsprachigen Raum Fairtrade Deutschland, Fairtrade Österreich und Max Havelaar für die Schweiz. Weitere Vollmitglieder sind Produzentennetzwerke, je eines für die Regionen Afrika, Lateinamerika und Karibik sowie Asien, und Marketingorganisationen, die in Ländern ohne eigene Siegelinitiative den Fairen Handel fördern sollen. Hinzu kommen assoziierte Mitglieder. Im Jahr 2018 waren insgesamt 20 nationale Fairtrade-Organisationen, drei Produzentenorganisationen und neun Marketingorganisationen Mitglied.
Die Vollmitglieder entsenden Vertreter in die Hauptversammlung, in der je zur Hälfte Produzentenorganisationen und Siegelinitiativen vertreten sind. Die Hauptversammlung wählt den Vorstand, wobei auch hier eine Quotenregelung gilt: vier Vorstandsmitglieder werden von den nationalen Siegelinitiativen nominiert, vier von den Produzentenorganisationen. Weitere drei werden durch ein vom ernanntes Nominierungskomitee vorgeschlagen. Der Vorstand wählt die Geschäftsführung und ernennt Ausschüsse, darunter insbesondere den Ausschuss, der die Fairtrade-Standards weiter entwickelt. FLO hat (Stand 2014) etwa 70 Mitarbeiter am Vereinssitz in Bonn und weitere 50, die als Verbindungspersonen weltweit tätig sind.
FLO arbeitet eng mit der FLO-CERT GmbH zusammen. FLO-CERT überprüft und zertifiziert anhand der von FLO entwickelten Standards die Produzenten und Händler. FLO-CERT hat sich nach ISO 65 als unabhängige Zertifizierungsorganisation akkreditieren lassen. Dies soll Qualitätsmanagement, Transparenz und unabhängige Zertifizierungsentscheidungen demonstrieren.
Die FLO konzentriert sich auf die Zertifizierung vor allem landwirtschaftlicher Produkte. Unternehmen, die mit der FLO zusammenarbeiten, sind sowohl Alternative Handelsorganisation („Fairhandelsorganisation“), die ausschließlich nach den Prinzipien des Fairen Handels arbeiten, als auch große Einzelhandelsketten, Discounter und Unternehmen der Lebensmittelindustrie, für die Produktion von und Handel mit Fairtrade-Produkten nur eine Nische im Sortiment ist. Der Fokus auf Produktzertifizierung und Lizenzvergabe auch über reine Fairhandelsorganisationen hinaus unterscheidet die FLO vom anderen internationalen Dachverbänden des Fairen Handels, der World Fair Trade Organization.

## Geschichte
Das erste Gütesiegel für den Fairen Handel wurde 1988 durch Max Havelaar in den Niederlanden eingeführt. Das angestrebte Ziel, mehr fair gehandelten Kaffee zu verkaufen, wurde erreicht: Der Marktanteil stieg von 0,2 % im Jahr 1987
auf 1,7 % im Jahr 1989. Der Erfolg führte dazu, dass, vor allem durch Entwicklungshilfeorganisationen, Siegelinitiativen in weiteren Ländern gegründet wurden, darunter als erste nationale TransFair-Initiative Transfair-Deutschland.
Die nationalen Siegelinitiativen unterschieden sich in ihrer Organisation und ihren Standards. Manche Vorstände wurden aus Entwicklungshilfeorganisationen besetzt und waren ihnen rechenschaftspflichtig, andere schlugen ihre Nachfolger selbst vor, an wieder anderen waren auch Produzenten und Händler beteiligt. Manche Siegelinitiativen erlaubten die Zertifizierung von Teeplantagen, andere beschränkten sich auf kleinbäuerliche Betriebe. Bemühungen, Standards und Prozesse zu harmonisieren, führten dazu, dass 17 Siegelinitiativen 1997 Fairtrade Labelling Organizations International (FLO) als gemeinsame Dachorganisation gründeten. Im Jahr 2002 führte FLO das gemeinsame Fairtrade-Siegel ein. Im Jahr 2004 wurde FLO-CERT gegründet, um eine unabhängige Zertifizierung von Produzenten und Händlern zu gewährleisten.
FLO erhielt den König-Baudouin-Preis 2002/2003.
Seit 2011 tritt FLO nach außen unter dem Namen Fairtrade International auf.
Ende 2011 schied die Siegelinitiative Transfair USA, jetzt Fair Trade USA, mit ca. 1 Mrd. Euro Einzelhandelsumsatz 2011 die zweitgrößte, aus der FLO aus. Sie gab ein neues Siegel heraus und zertifiziert seitdem auch große Produzenten, die nicht als Kooperativen organisiert sind.

### Beteiligung der Produzenten
Die Entwicklung von FLO selbst ist gekennzeichnet durch Spannungen über die Beteiligung der Produzenten an ihren Entscheidungsprozessen. Anfangs waren allein nationale Siegelinitiativen Mitglieder. Entscheidungen wurden manchen Kritikern zufolge vor allem durch einflussreiche, finanzkräftigen Initiativen beeinflusst. Produzenten konnten zunächst nicht formal über die Standards mitbestimmten, durch die sie reguliert wurden und die ihrer Stärkung dienen sollten. Auf ihren Druck hin führte FLO eine Reihe von Reformen durch, die Produzenten zunehmend beteiligten. Im Jahr 2004 erhielten sie das Recht, einer Minderheit der Direktoren im Aufsichtsrat zu benennen, seit 2007 haben Produzentennetzwerke formalen Mitgliedsstatus, seit 2014 sind sie paritätisch im Aufsichtsrat vertreten.

### Ausweitung auf konventionelle Unternehmen und Vertriebswege
Seit Gründung von FLO wurden zunehmend konventionelle Unternehmen der Lebensmittelproduktion, -verarbeitung und des Handels, für die der Faire Handel nur eine Nische darstellt, in die Zertifizierung mit einbezogen. Dies war der wesentliche Grund der stark steigenden Umsätze mit zertifizierten Produkten. Kritiker befürchten, dass konventionelle Unternehmen kein echtes Interesse an den Zielen des Fairen Handels haben, sondern durch das Einhalten allein der minimal notwendigen Kriterien Nischenmärkte erobern und ihr Image verbessern wollen.

## Standards und Zertifizierung

### Standards
FLO definiert Standards, die eine Organisation einhalten muss, damit ihre Produkte zertifiziert werden und das Fairtrade-Siegel erhalten können.
Die Standards umfassen sowohl organisatorische als auch produktbezogene Kriterien, sie definieren sowohl fest einzuhaltende Anforderungen als auch Anforderungen an kontinuierliche Prozessverbesserungen.
Die Preisstandards verlangen die Zahlung eines kostendeckenden Mindestpreises, der von FLO nach einem bestimmten Verfahren für die meisten Produktgruppen festgelegt wird. Liegen die Marktpreise der jeweiligen Handelsstufe über den Mindestpreisen, dann muss mindestens der Marktpreis gezahlt werden. Produzenten und Händlern können auch höhere Preise verhandeln. Die Preise entstehen also durch marktliche Preisbildung, die Produzenten sollen aber durch regulatorische Vorgaben vor ruinös niedrigen Preisen geschützt werden. Hinzu kommt eine sogenannte Fairtrade-Prämie, mit der kommunale Projekte gefördert werden sollen. Im Jahr 2013 wurden bei einem Gesamtumsatz von ca. 5,5 Mrd. Euro an Produkten mit Fairtrade-Siegel Fairtrade Prämien in Höhe von ca. 83 Mio. Euro gezahlt.

### Zertifizierung und Monitoring
Die Zertifizierung und Überwachung von Siegelnehmern erfolgt durch eine unabhängige Organisation, die FLO-CERT GmbH.

## Markt
Schätzungen der FLO zufolge wurden 2009 mit dem Fairtrade-Siegel versehene Produkte in etwa 70 Ländern mit einem Gesamtvolumen von 3,4 Mrd. Euro verkauft. Im Jahr 2013 waren es 5,5 Mrd. Euro. Die wichtigsten Absatzländer, gemessen am gesamten Umsatz, waren 2013 das Vereinigte Königreich (gut 2 Mrd. Euro im Jahr 2013) und Deutschland (600 Mio. Euro), Frankreich, Schweiz und USA (je über 300 Mio. Euro). Die bedeutendsten Produkte, gemessen an der Zahl abgesetzter Einheiten, waren Blumen, Bananen, Zucker, Kaffee und Kakao.